# Бодрекур (Мозель)
Бодреку́р (фр. Baudrecourt) — коммуна на северо-востоке Франции, регион Гранд-Эст (бывший Эльзас — Шампань — Арденны — Лотарингия), департамент Мозель. Относится к кантону Дельм.

## Географическое положение

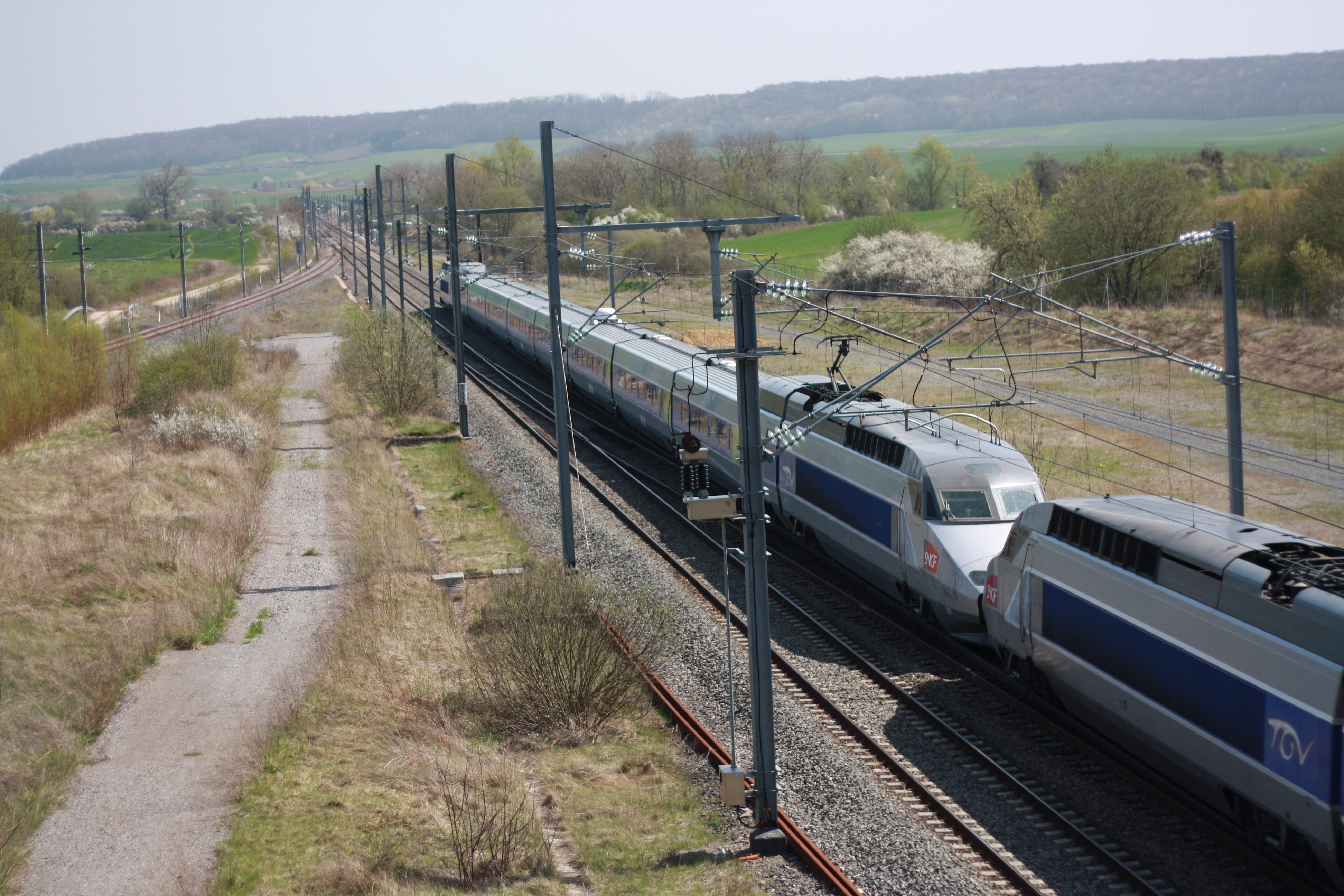
Линия TGV Восток Париж—Страсбург под Бодрекуром.

Бодрекур расположен в 27 км к юго-востоку от Меца. Соседние коммуны: Шенуа на востоке, Люси на юго-востоке, Морвиль-сюр-Нье и Бакур на юго-западе, Тимонвиль и Траньи на западе, Флокур и Сент-Эвр на северо-западе.
В окрестноастях Бодрекура проходит скоростная железнодорожная линия Париж—Страсбург.

## История
- Мозельская деревня сеньората де Морвиль, владение аббатства Сент-Арнуль в Меце и ордена целестинцев в Меце.

## Демография
По переписи 2008 года в коммуне проживало 177 человек.

## Достопримечательности
- Следы галло-романской культуры.
- Церковь Сен-Пьер XV века.
- Часовня Нотр-Дам-де-Лоретт 1578 года.